# جويل فولكنير
جويل فولكنير (بالإنجليزية: Joel Faulkner)‏ هو لاعب اتحاد الرغبي أسترالي، ولد في 5 مايو 1991 في أوكلاند في نيوزيلندا.